# Flash and Arrow: Heroes of Justice
Flash and Arrow: Heroes of Justiceé uma série de televisão estadunidense de ação, aventura, drama e fantasia baseada no personagem fictício dos quadrinhos da DC Comics, a Liga da Justiça.Tendo estreado em 02 de dezembro de 2014 na emisora The CW, a serie mostra Barry Allen/Flash e Oliver Queen/ Arqueiro Verde,rumo ao que parece ser a primeira formação da Liga da Justiça. Está primeira temporada, mostra  Barry Allen e Oliver Queen, se desenvolvendo tanto como heróis, como equipe. A serie conta com a participação de grandes personagens da DC Comics como Gavião Negro e Mulher-Gavião,Também a possibilidade da Supergirl vir a participar da serie Futuramente assim como Batman e Superman.
A serie possui conexões com as series Flash,Arrow e DC's Legends of Tomorrow.

## Sinopse
Após 2 anos que Oliver Queen, se tornou o Arqueiro Verde e alguns meses que Barry Allen, se tornou o Flash, Oliver vem a Central City em busca de mais pistas sobre o Homem Bumerangue, enquanto Barry/Flash vai atrás do  Roy Bivolo, um meta-Humano que pode controlar as raivas das pessoas, o que faz com que Barry também seja pego por esse Meta-Humano, Levando o time do Flash a pedir ajuda ao time do Arqueiro, onde leva para uma grande batalha entre o Flash e o Arqueiro, que acabam pegando o Meta-Humano. Dias Depois Barry e sua equipe vão a Starling City Ajudar Oliver a captura o Homem Bumerangue.

## Elenco e personagens

### Principal
| Stephen Amell       | Oliver Queen / Arqueiro / Arqueiro Verde | Duda Ribeiro                                   | Regular    | Regular | Regular | Regular |
| Katie Cassidy       | Laurel Lance / Canário Negro             | Fernanda Fernandes / Flávia Saddy              | Regular    | Regular | Regular | Regular |
| Emily Bett Rickards | Felicity Smoak                           | Fabíola Giardino                               | Recorrente |         |         |         |
| David Ramsey        | John Diggle / Guardião                   | Jorge Lucas/Mario Tupinambá Filho              | Regular    | Regular | Regular | Regular |
| Colton Haynes       | Roy Harper / Arsenal                     | Rodrigo Antas                                  | Recorrente |         |         |         |
| Willa Holland       | Thea Queen / Speedy                      | Ana Lúcia Menezes / Adriana Torres (The Flash) | Regular    | Regular | Regular | Regular |
| Paul Blackthorne    | Quentin Lance                            | Marco Ribeiro                                  | Regular    | Regular | Regular | Regular |
| John Barrowman      | Malcolm Merlyn / Arqueiro Negro          | Guilherme Briggs                               | Recorrente |         |         |         |
| Grant Gustin        | Barry Allen / Flash                      | TBA                                            | Regular    | Regular | Regular | Regular |
| Candice Patton      | Iris West                                | TBA                                            | Recorrente |         |         |         |
| Danielle Panabaker  | Dra. Caitlin Snow                        | TBA                                            | Regular    | Regular | Regular | Regular |
| Carlos Valdes       | Cisco Ramon/Vibro                        | TBA                                            | Regular    | Regular | Regular | Regular |
| Tom Cavanagh        | Dr. Harrison Wells                       | TBA                                            | Recorrente |         |         |         |
| Jesse L. Martin     | Joe West                                 | TBA                                            | Regular    | Regular | Regular | Regular |
| Shantel VanSanten   | Patty Spivot                             | TBA                                            | Recorrente |         |         |         |
| Geoff Johns         | Jay Garrick                              | TBA                                            | Recorrente |         |         |         |

Direção da dublagem brasileira: Gabriella Bicalho
Estúdio de dublagem: Delart

## Episódios
| Temporada | Temporada | Episódios | Exibição               | Exibição               |
| Temporada | Temporada | Episódios | Inicio da Temporada    | Final da Temporada     |
| --------- | --------- | --------- | ---------------------- | ---------------------- |
|           | 0         | 2         | 4 de dezembro de 2013  | 11 de dezembro de 2013 |
|           | 1         | 23        | 02 de dezembro de 2014 | TBA                    |